# 台10線
台10線（臺中港－豐原）是臺灣的一條省道。西起臺中市清水區大槺榔，東至臺中市豐原區社皮，主線全長為21.130公里（根據中華民國交通部公路局的統計），並有一條支線。
- 台10線起點
- 台10線起點
- 台10線終點

## 支線

### 乙線
台10乙線（清水－新西勢寮）起於清水，終點於新西勢寮，全長為5.258公里，原稱清水區中清路，後改稱為中航路，行經臺中清泉崗機場，為台10線舊道。起點對面即是清水區中山路。

## 歷史沿革
原有清水神岡道路，但因興建清泉崗機場而被阻斷（該路東段為今中78線神岡區中山路），本路即為清水神岡道路之西段改線。
原台10線的規劃是台中港（北區）－沙鹿新西勢寮－大雅－台中市區，而原路是從清水開始，因此將清水至西勢寮的舊路改為台10乙，台10線台中港－新西勢寮路段尚未闢建，故新西勢寮為台10線臨時起點。另原有台10甲線：大雅－神岡－豐原，後來因為公路整併，原台10線台中至大雅段改編為台1乙線，於是台10甲線併入主線，台10乙不動。後來台10線台中港－西勢寮因第二高速公路工程而完成，全線打通（台中港－豐原）。

## 行經鄉鎮市區
主線
全線均位於臺中市境內。
| 清水區        | 大槺榔        | 0.000         | 台17線            | 公路起點   |
| 清水區        | 清水交流道    | 1.100         | 台61線            | 僅北出南入 |
| 清水區        | 大槺榔        | －            | 中59線            |            |
| 清水區        | 社口          | －            | 台1線             | 僅東出西入 |
| 清水區        | 社口          | － 跨越 台1線 |                   |            |
| 清水區        | 社口          | －            | 台1線             | 僅西出東入 |
| 清水區        | － 跨越海岸線 |               |                   |            |
| 清水區        | 清水市區      | －            | 中山路            | 僅東出西入 |
| 清水區        | 清水市區      | － 跨越中山路 |                   |            |
| 清水區        | 清水市區      | －            | 中山路            | 僅西出東入 |
| 沙鹿區        | 沙鹿交流道    | 7.150         | 國道三號          |            |
| 沙鹿區        | 新西勢寮      | 8.135         | 台10乙線 · 中67線 | 終點 起點  |
| 沙鹿區        | 公館          | －            | 中71線            | 起點       |
| 大雅區        | 埔子墘        | －            | （地區道路）      |            |
| 大雅區        | 六張犁        | －            | （地區道路）      |            |
| 大雅區        | 下員林        | －            | （地區道路）      |            |
| 大雅區        | 大雅市區      | 13.769        | 台1乙線           | 起點       |
| 大雅區        | 大雅市區      | －            |                   |            |
| 大雅區        | 大雅市區      | －            | 中79線            | 終點       |
| 大雅區        | －            |               |                   |            |
| 大雅區        | 上楓樹腳      | －            | （地區道路）      |            |
| 神岡區        | 社口          | 18.270        | 中78線            | 終點       |
| 神岡區        | 社口          | －            |                   |            |
| 神岡區        | 社口          | －            | 中85線            | 起點       |
| 神岡區        | 豐原交流道    | 19.230        | 國道一號          |            |
| 神岡區        | 望寮          | －            | 中83線            | 與共線起點 |
| 神岡區        | 大社          | －            | 中83線            | 與共線終點 |
| 豐原區        | 社皮          | －            | 中83線            | （同上）   |
| 豐原區        | 社皮          | 21.130        | 台13線 · 中正路   | 公路終點   |
| 共線 半套匝道 |               |               |                   |            |

乙線
全線均位於臺中市境內。
| 鄉鎮 市區 | 地點     | 里程 （km） | 交會道路        | 備註          |  |
| --------- | -------- | ----------- | --------------- | ------------- |  |
| 清水區    | 清水市區 | 0.000       | 中山路 學園街   | 公路起點      |  |
| 沙鹿區    | 西勢寮   | 4.300       | 中73線          | 終點          |  |
| 沙鹿區    | 新西勢寮 | 5.300       | 台10線 · 中67線 | 公路終點 起點 |  |
|           |          |             |                 |               |  |

## 里程表
臺10線
| 縣市   | 鄉鎮   | 里程數(KM) |
| ------ | ------ | ---------- |
| 臺中市 | 全區   | 21.1       |
| 臺中市 | 清水區 | 4.5        |
|        | 沙鹿區 | 6.4        |
|        | 大雅區 | 6.5        |
|        | 神岡區 | 2.7        |
|        | 豐原區 | 1          |

臺10乙線
| 縣市   | 鄉鎮   | 里程數(KM) |
| ------ | ------ | ---------- |
| 臺中市 | 全區   | 5.3        |
| 臺中市 | 清水區 | 2.1        |
|        | 沙鹿區 | 3.2        |

## 沿線路名
| 主線 - 中清路九～四段 - 民生路 - 中山路 - 中正路 | 乙線 - 學園街 - 新興路 - 中航路 |

## 沿線設施與景點
| 主線 - 臺中港 - 清水交流道（ 台61線） - 臺中市清水區建國國民小學 - 臺中市清水區清水國民小學 - 沙鹿交流道（ 國道三號） - 臺中市立公明國民中學 - 臺中市大雅區大明國民小學 - 臺中市大雅區上楓國民小學 - 豐原交流道（ 國道一號） - 臺中市神岡區岸裡國民小學 | 乙線 - 臺中市立清水高級中學 - 臺中市私立嘉陽高級中學 - 臺中市沙鹿區公館國民小學 - 臺中清泉崗機場 |